# The Goodfellow's Christmas Eve
The Goodfellow's Christmas Eve er en amerikansk stumfilm fra 1911.

## Medvirkende
- Francis X. Bushman - James Sawyer
- Harry Cashman
- Eva Prout
- Lily Branscombe
- Frank Dayton